# Bettina Encke von Arnim

Bettina Encke von Arnim

Bettina Encke von Arnim (* 3. Mai 1895 in Zernikow; † 23. August 1971 in Waldbröl) war eine deutsche Malerin.

## Leben und Wirken

### Herkunft, Kindheit und Jugend
Bettina Marie Luise Gisela von Arnim, Urenkelin der deutschen Romantiker Bettina und Achim von Arnim, wurde als ältestes Kind von Erwin von Arnim und seiner Ehefrau Agnes, geborene von Baumbach, auf dem elterlichen Gut Zernikow im Kreis Ruppin geboren. Ihr jüngerer Bruder Friedmund Ernst Freiherr von Arnim (1897–1946) war der Vater ihrer gleichnamigen Nichte, die ebenfalls Malerin ist.
In den Jahren von 1917 bis 1920 studierte sie im revolutionären Berlin Malerei an der Malschule des Vereins der Künstlerinnen und Kunstfreundinnen zu Berlin (später Verein der Berliner Künstlerinnen)- einer ‚Ersatz‘-Akademie für Frauen, die in Preußen bis 1919 per Gesetz keine Hochschulzulassung bekamen –, bei den Berliner Secessionisten Leo von König und Martin Brandenburg sowie bei Johann Walter-Kurau.
Am 8. Mai 1921 heiratete sie den Polizeimajor Walther Encke, der dem bürgerlichen Widerstand gegen den Nationalsozialismus zugerechnet wird. Aus der Ehe gingen die beiden Töchter Gunhild (1922–2013) und Ortrud (1923–2022) hervor.

### Zeit der Weimarer Republik und des Nationalsozialismus

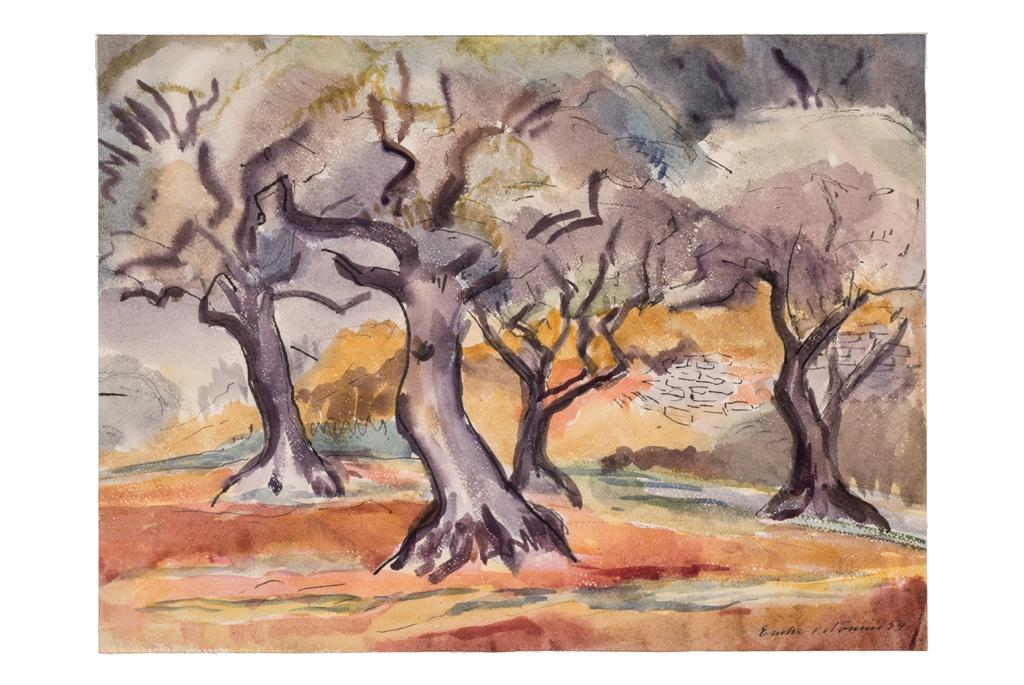
Bettina Encke von Arnim: Alte Olivenbäume II, 1954, Aquarell und Tusche

Ehe und Familie ließen Bettina Encke von Arnim oftmals nicht den Freiraum, den sie sich zur Entfaltung ihrer malerischen Tätigkeit wünschte, obwohl sie von ihrem Ehemann ausdrücklich in ihrer Malerei unterstützt wurde. Sie nahm intensiv am kulturellen Leben im Berlin der 1920er Jahre teil, pflegte Freundschaften und unterhielt regen Austausch mit anderen Bildenden Künstlern wie Otto Pankok, Erwin Graumann, ihren Lehrern Johann Walter-Kurau und Max Dungert, dem Bauhauskünstler und -lehrer Fritz Kuhr, den Malerinnen Felicitas Meinshausen, Margarete Schall und vielen anderen. Bis hinein in die 1940er Jahre nahm sie weiterhin regelmäßig Malunterricht; so etwa bei Johann Walter-Kurau und Max Dungert (Aktmalerei). Gemeinsam mit ihrem Ehemann führte sie aus einer liberalen, vorurteilsfreien Haltung heraus in ihrer Berliner Wohnung einen kulturellen und politischen Salon (die „Sonnabend-Abende“), an dem bekannte Künstler (z. B. Erwin Piscator, Felix Gasbarra), Intellektuelle (z. B. Alfred Kurella, Bernard von Brentano) und Politiker verschiedener Richtungen teilnahmen (von KPD-Mitgliedern über die politische Mitte von SPD, Liberalen und Mitgliedern des Zentrums bis hin zu Otto Strasser).
Nach der Machtergreifung durch die Nationalsozialisten kam die Tradition der „Sonnabend-Abende“ zum Erliegen, da eine offen demokratische Haltung unerwünscht war. Bettina Encke von Arnims Ehemann erhielt schließlich Berufsverbot. Bettina Encke von Arnim unterstützte verfolgte oder diffamierte Freunde. Darunter waren etwa der ehemalige jüdische und kommunistische Reichstagsabgeordnete Iwan Katz, der Germanist jüdischer Abstammung Werner Milch oder der als ‚entartet‘ diffamierte Bauhauskünstler Fritz Kuhr. Nach dem Tod ihres Ehemannes im Jahr 1941 und angesichts der zunehmenden Flächenbombardements zog Bettina Encke von Arnim von Berlin nach Schloss Wiepersdorf, dem Witwensitz ihrer Mutter Agnes von Arnim.
Sie malte in dieser Zeit vor allem eindrucksvolle, neusachliche Porträts ihrer Zeitgenossen, aber auch Landschaften in Öl auf verschiedenen Materialien oder in Aquarell. Sie unternahm regelmäßige Studienreisen.

### Kriegsende und unmittelbare Nachkriegszeit

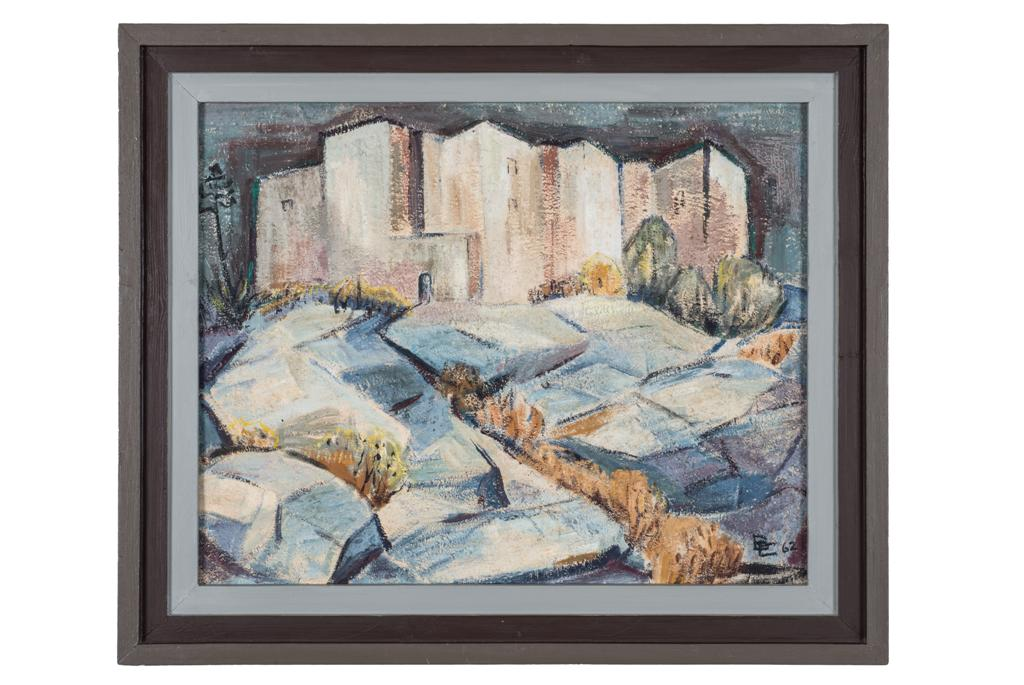
Bettina Encke von Arnim: Die weiße Festung, 1962, Öl auf Leinwand

Das Kriegsende erlebte Bettina Encke von Arnim auf Schloss Wiepersdorf mit dem Einmarsch der Roten Armee am 22. April 1945. Nachdem der Eigentümer des Schlosses, ihr Bruder Friedmund von Arnim, nach dem Einmarsch der sowjetischen Soldaten in Zernikow verhaftet worden war, hatte sie die Verantwortung für Mutter, Schwestern und andere Haushaltsmitglieder, sowie für das traditionsreiche Herrenhaus mit seiner Bibliothek und dem umfangreichen Nachlass Bettina und Achim von Arnims.
Aus dem Schloss vertrieben, zur landwirtschaftlichen Subsistenzwirtschaft und zu ständigem Wohnortwechsel innerhalb der Gemeinde gezwungen, darüber hinaus zeitweise inhaftiert, musste sie gemeinsam mit ihrer Familie mit ansehen, wie Schloss und wertvolles Inventar von Bibliothek und romantischem Schriftsteller-Nachlass geplündert und teilweise zerstört wurden. Ihre Malerei kam in dieser Situation beinahe vollständig zum Erliegen. Was Bettina Encke von Arnim jedoch mit persönlicher Unterstützung durch Iwan Katz erreichte, ist die Rettung des von der Bodenreform mit Abriss und Vergessen bedrohtem Schloss Wiepersdorf und seines nach den Plünderungen noch verbliebenem Inventar. Sie konnte den Erhalt des Schlosses als „Arbeitsstätte für Schriftsteller Bettina von Arnim“ maßgeblich auf den Weg bringen. Sie selbst und ihre (Rest-)Familie wurden 1947 endgültig aus Wiepersdorf ausgewiesen und flohen in den Westen.

### 1947 bis 1971

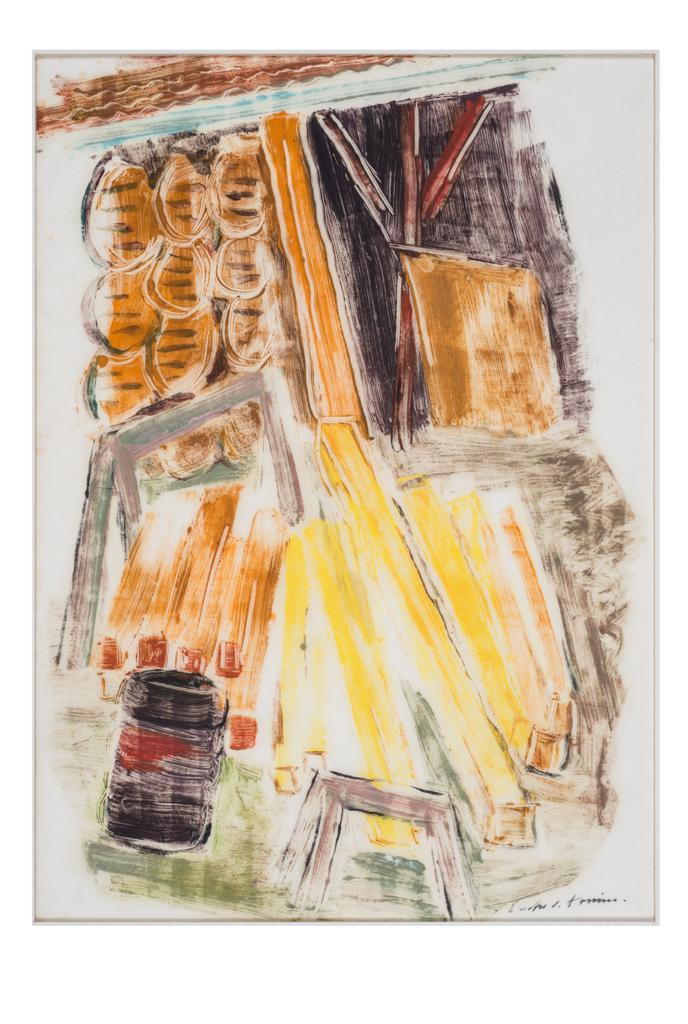
Bettina Encke von Arnim: Holzplatz in Überlingen, 1962, Monotypie

Nach einer ersten Station bei Tochter Ortrud und ihrem Mann Werner Heymach im hessischen Biedenkopf zog Bettina Encke von Arnim nach Überlingen an den Bodensee. Das bestimmende Element ihres Lebens war von nun an die Kunst, wie sie es von jeher angestrebt hatte. Sie malte in Öl und Aquarell, zeichnete, fertigte eigenwillige Collagen aus eingefärbtem Japanpapier in einer von ihr selbst entwickelten Technik und Monotypien. Bevorzugte Sujets waren weiterhin in der Tradition ihres Lehrers Leo von König Porträts, aber auch Landschaften und Architektur.
Bettina Encke von Arnim, eng mit dem internationalen Bodenseeclub verbunden, fand bald einen eigenen Malerfreundeskreis; zu ihm zählten z. B. Barbara Michel-Jaegerhuber, Ilse Fark und Werner Gürtner. Sie unternahm Studienreisen durch Europa und stellte in der Bodenseeregion über lange Jahre regelmäßig aus (z. B. in Überlingen, Konstanz und Singen).
Am 23. August 1971 starb Bettina Encke von Arnim im Alter von 76 Jahren bei ihrer Tochter Ortrud Heymach in Waldbröl, wo sie auch begraben ist.